# 의상 디자이너

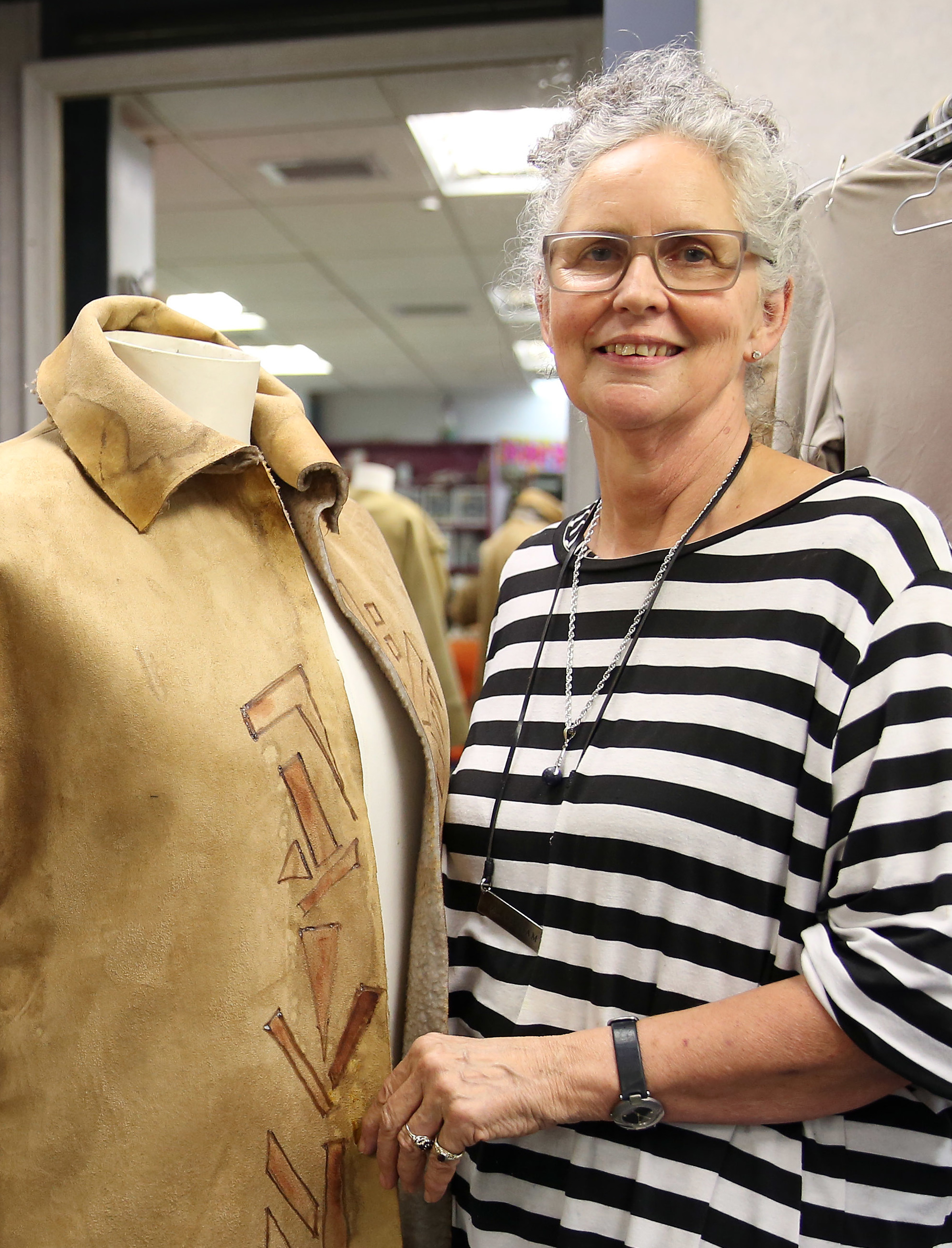
뉴질랜드 오페라 의상 디자이너 엘리자베스 화이팅(2016년)

의상 디자이너(costume designer)는 영화, 무대 제작 또는 TV 쇼의 의상을 디자인하는 사람이다. 의상 디자이너의 역할은 캐릭터의 의상이나 의상을 제작하고 장면의 질감과 색상 등의 균형을 맞추는 것이다. 의상 디자이너는 감독, 무대 장치, 조명 디자이너, 사운드 디자이너 및 기타 창의적인 인력과 함께 작업한다. 의상 디자이너는 헤어 스타일리스트, 가발 마스터, 메이크업 아티스트와 협력할 수도 있다. 유럽 극장에서는 역할이 다르다. 극장 디자이너가 일반적으로 의상과 무대 요소를 모두 디자인하기 때문이다.
디자이너는 일반적으로 캐릭터의 개성을 강화하고 의류와 액세서리의 시각적 디자인을 통해 진화하는 색상 플롯, 변화하는 사회적 지위 또는 시대를 창조하려고 노력한다. 감독의 비전 범위 내에서 신체를 왜곡하거나 강화할 수 있다. 디자이너는 배우가 역할에 따라 움직일 수 있도록 디자인해야 한다. 배우는 의상을 손상시키지 않고 감독의 제작 중단을 실행해야 한다. 의복은 내구성이 있고 세탁이 가능해야 하며, 특히 장시간 재생되는 연극이나 거의 실시간 속도로 진행되지만(대부분의 의상은 장면 간에 변경되지 않음) 주요 사진 단계가 몇 주에 걸쳐 진행될 수 있는 영화의 경우 더욱 그렇다. 디자이너는 감독뿐만 아니라 세트 및 조명 디자이너와 협의하여 전체 프로덕션 디자인의 모든 요소가 함께 작동하도록 해야 한다. 디자이너는 강력한 예술적 능력과 패턴 개발, 입체 재단, 제도, 직물 및 패션 역사에 대한 철저한 지식을 보유해야 한다. 디자이너는 역사적인 의상과 시대 의상에 필요한 움직임 스타일 및 균형을 이해해야 한다.

## 같이 보기
- 영화 제작